# Crop over
Crop Over (antes llamado "Harvest Home") es una fiesta de la cosecha tradicional que comenzó en Barbados, y sus inicios se remontan a las plantaciones de caña de azúcar durante el período colonial. La tradición de crop over comenzó en 1687, e incluyó canto, bailes y un acompañamiento de botellas llenas de agua, shak-shak, banjo, triángulo, guitarra y bones.
Otras tradiciones incluyen escalar un palo engrasado, competiciones de comida y bebida. Originalmente esta celebración marcó el final de la cosecha de la caña de azúcar, desde entonces se ha convertido en el mayor festival nacional de Barbados compitiendo en importancia con los que se realizan en Brasil y Trinidad. A finales del siglo XX, el esquema general de Crop Over comenzó tomar algunos elementos del Carnaval de Trinidad. Comienza a partir de junio, Crop Over finalizando el primer lunes en agosto cuando se realiza el cierre final o Grand Kadooment.
Para muchos isleños es una gran fiesta, una de las principales del crop over es la competencia de calipso.
La música calipso, originaria de Trinidad, utiliza un ritmo sincopado y letras de actualidad y ofrece un medio en que satiriza la política local y comentarios sobre los temas del día.